# Abies sachalinensis
Lãnh sam Sakhalin (tên khoa học Abies sachalinensis) là một loài thực vật hạt trần trong họ Thông. Loài này được (F.Schmidt) Mast. miêu tả khoa học đầu tiên năm 1879.